# Sainte-Anne-Marine-Nationalpark
Der Sainte-Anne-Marine-Nationalpark (Sainte Anne Marine National Park) wurde 1973 im Staatsgebiet der Seychellen, genauer dem Verwaltungsbezirk Mont Fleuri, gegründet. Bekannt und bei Touristen geschätzt ist der Park heute für seine reiche, teilweise endemische Fauna und Flora, und er ist ein beliebtes Tauch- und Schnorchelrevier.

## Lage und Geographie
Der Park umfasst sechs kleine Inseln sowie Riffe und Wasserflächen und liegt ungefähr 5 km von der Hauptinsel der Seychellen, Mahé, entfernt im Indischen Ozean.
Im Einzelnen besteht der Park aus den folgenden Inseln:
- Ste. Anne Island, 2,19 km², auf der das Luxus-Hotel Sainte Anne Island Resort liegt. Die Insel war Ort der ersten Besiedlung der Seychellen und diente in der Vergangenheit sowohl als Walfangstation, wie auch (im Zweiten Weltkrieg) als Marine-Basis der britischen Kriegsmarine,[1]
- Île au Cerf, 1,27 km², auf der bei etwa 100 Einwohnern drei Hotels (Cerf Island Marine Park Resort, Fairy Tern Chalets und L'Habitation) sowie das Restaurant Kapok Tree liegen,
- die nahe bei der Île au Cerf gelegene Île Cachée, 0,021 km², einem Brutgebiet für Seevögel,
- Round Island, 0,018 km², eine ehemalige Lepra-Kolonie[1], auf der 2011 ein exklusives Resort eröffnet wurde,[4]
- Long Island, 0,212 km², ehemalige Quarantäne-Insel, auf der derzeit das Staatsgefängnis liegt,
- Moyenne, 0,089 km², eine Insel in Privatbesitz, die gleichzeitig einen eigenständigen Nationalpark darstellt, und auf der gerüchteweise ein alter Piratenschatz versteckt sein soll[5].

Die Gesamtfläche der sechs Inseln, die komplett im Bereich der sogenannten Inner Islands liegen, beträgt 3,80 km²; insgesamt umfasst der Park 14,43 km².
Die Inseln des Sainte Anne Marine National Parks sind durchweg Inseln vulkanischen Ursprungs, somit – wie alle Inseln der Inner Islands – Granitinseln.

## Geschichte
1973 gegründet ist der Park das älteste Naturschutzgebiet der Seychellen.

## Fauna und Flora
Fauna und Flora des Parks, sowohl auf den Inseln wie auch unter Wasser, sind typisch für die der Seychelleninseln. Zum Schutz der wildlebenden Tiere wie auch Pflanzen sind im Gelände des Parks beispielsweise Fischen und Wasserski-Fahren verboten.

## Galerie

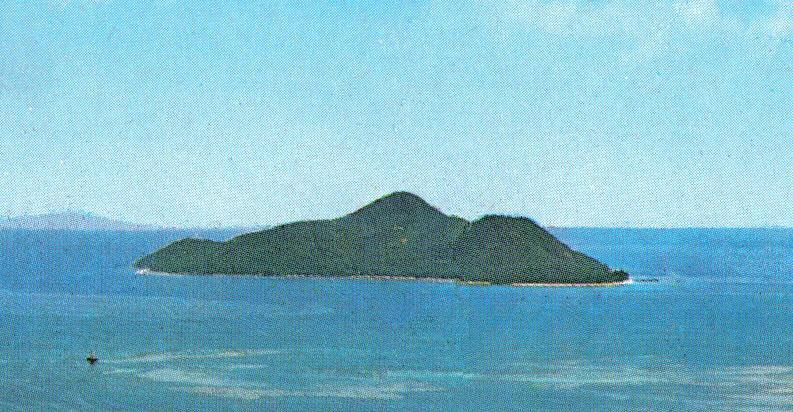
Die Insel Sainte Anne
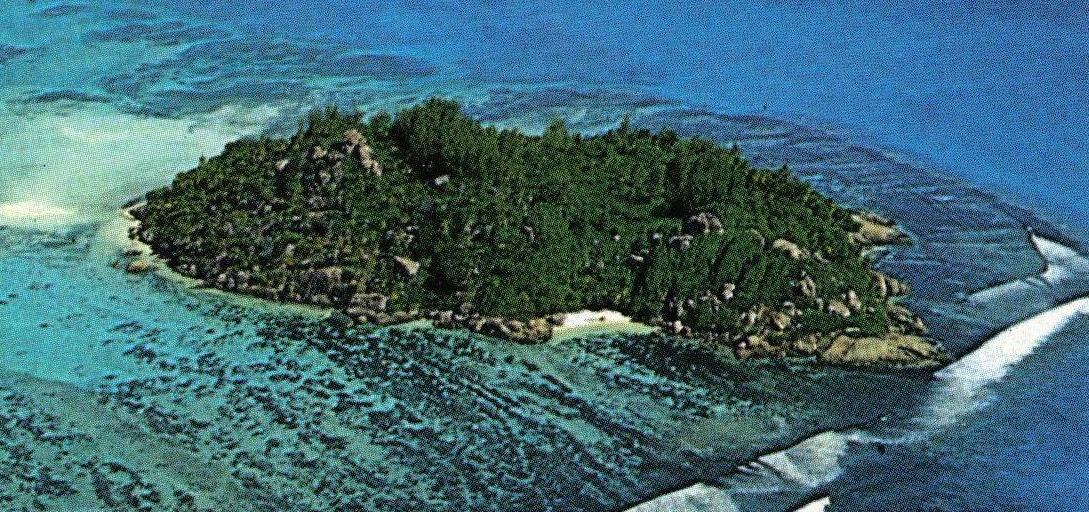
Die Insel Moyenne
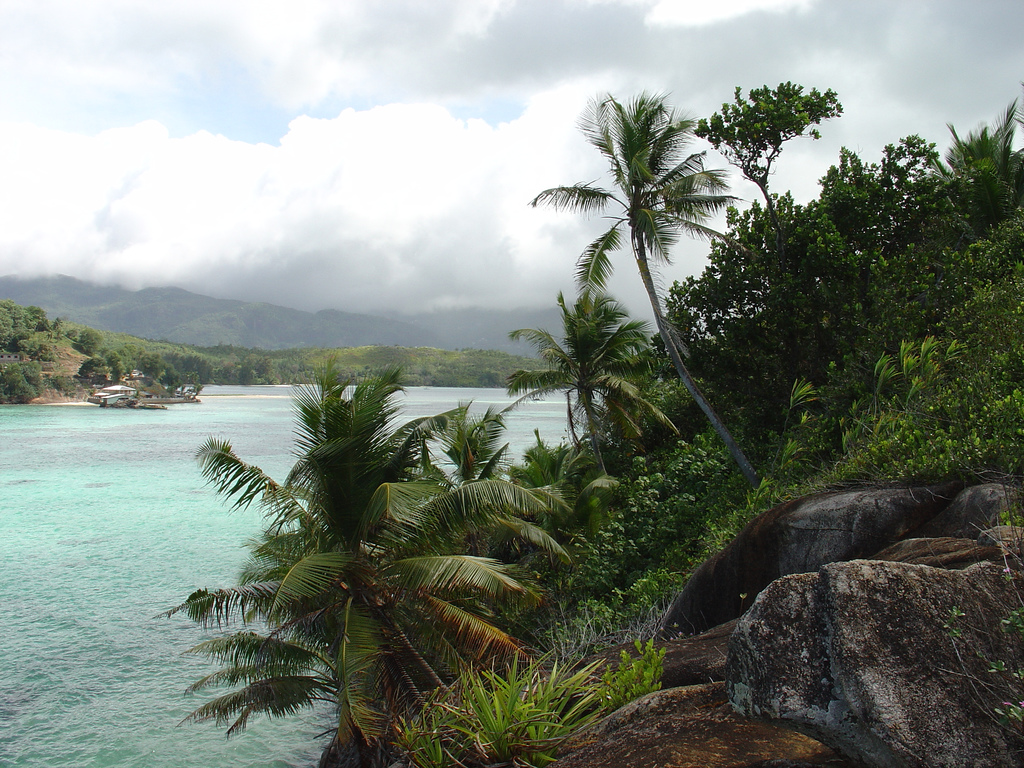
Moyenne Island